# Claude van Longueville
Claude van Longueville (1508 - 9 november 1524) was van 1516 tot aan zijn dood hertog van Longueville. Hij behoorde tot het huis Orléans-Longueville.

## Levensloop
Claude was de oudste zoon van hertog Lodewijk I van Longueville en diens echtgenote Johanna, die gravin van Neuchâtel en markgravin van Rothelin was.  
In 1516 volgde hij zijn vader op als hertog van Longueville, graaf van Montgommery, graaf van Tancarville, vorst van Châlet-Aillon en burggraaf van Abbeville.
In 1524 stierf Claude op ongeveer zestienjarige leeftijd. Door zijn jonge leeftijd was hij ongehuwd en kinderloos gebleven, waardoor hij als hertog van Longueville werd opgevolgd door zijn jongere broer Lodewijk II. Hij werd bijgezet in de Notre Damekerk van Cléry-Saint-André. 